# Saverio Ritter
Saverio Ritter (ur. 24 stycznia 1884 w Chiavennie, zm. 21 kwietnia 1951 w Lugano) – włoski duchowny rzymskokatolicki, arcybiskup, dyplomata papieski.

## Biografia
9 września 1906 otrzymał święcenia prezbiteriatu. W marcu 1927 został sekretarzem Nuncjatury Apostolskiej w Czechosłowacji. Na tym stanowisku wraz z nuncjuszem Pietro Ciriacim negocjował z rządem czechosłowacki modus vivendi wzajemnych stosunków. Później był sekretarzem Nuncjatury Apostolskiej w Szwajcarii.
5 sierpnia 1935 papież Pius XI mianował go nuncjuszem apostolskim w Czechosłowacji oraz arcybiskupem tytularnym aeginijskim. 11 sierpnia 1935 przyjął sakrę biskupią z rąk sekretarza stanu kard. Eugenio Pacelliego. Współkonsekratorami byli nuncjusz apostolski we Włoszech abp Francesco Borgongini Duca oraz sekretarz Świętej Kongregacji Nadzwyczajnych Spraw Kościelnych abp Giuseppe Pizzardo.
Urząd nuncjusza apostolskiego w Czechosłowacji piastował do likwidacji państwa czechosłowackiego w 1939 i ponownie od 11 maja 1946. Musiał jednak opuścić to państwo z powodu antykościelnej polityki nowych, komunistycznych władz Czechosłowacji. Od 1948 do śmierci był urzędnikiem sekretariatu stanu. Z urzędu nuncjusza apostolskiego w Czechosłowacji oficjalnie ustąpił w 1950. Jego następca został mianowany dopiero po upadku komunizmu w 1990.